# Smeargle
Smeargle és una de les espècies que apareixen a la franquícia Pokémon. És de tipus normal.
Screen Rant considera Smeargle «un dels Pokémon més poderosos de la saga», tot elogiant la seva extrema versatilitat i la seva capacitat de fer servir gairebé qualsevol atac.